# Prailles
Prailles är en kommun i departementet Deux-Sèvres i regionen Nouvelle-Aquitaine i västra Frankrike. Kommunen ligger i kantonen Celles-sur-Belle som tillhör arrondissementet Niort. År 2018 hade Prailles 678 invånare.

## Befolkningsutveckling
Antalet invånare i kommunen Prailles
| Referens: INSEE |